# ماسانوری موریتا
ماسانوری موریتا (انگلیسی: Masanori Morita؛ زادهٔ ۲۲ دسامبر ۱۹۶۶) مانگاکا، و تصویرگر اهل ژاپن است.